# 68-vänstern

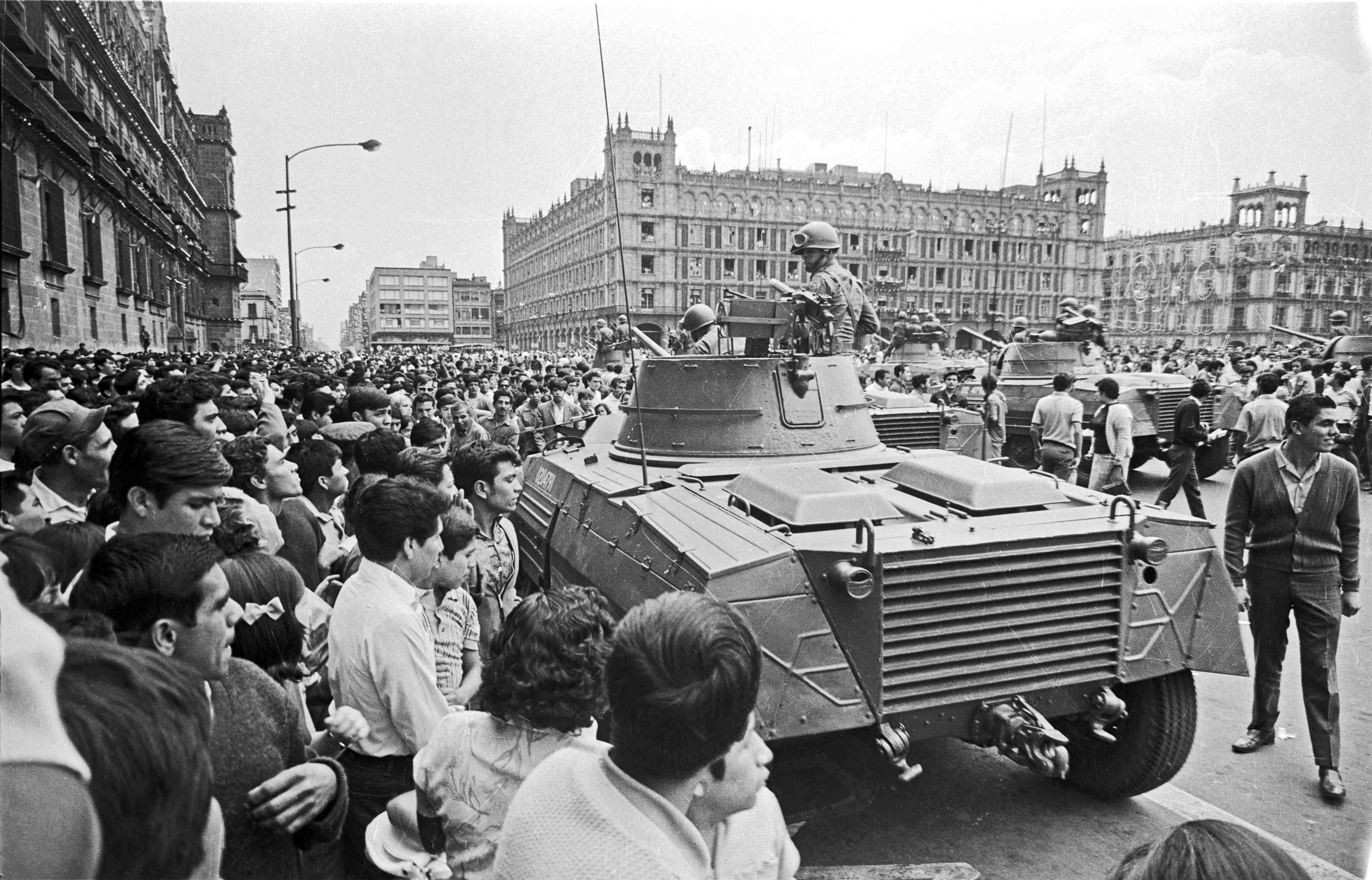
Protester i Mexico City 1968.

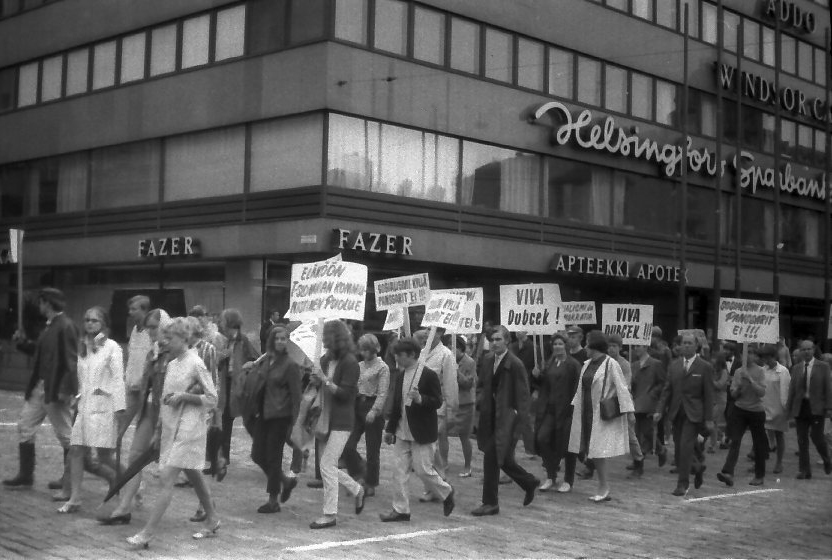
Protester i Helsingfors mot Warszawapaktens invasion av Tjeckoslovakien 1968.

68-vänstern, eller 70-talsvänstern, utgjordes av den politiska vänstervåg som sköljde över stora delar av västvärlden åren kring 1970, med 1968 som symbolår. 
Många inom vänstervågen var unga studenter, författare eller intellektuella eller på annat sätt knutna till den akademiska världen. Detta kan jämföras med protester tidigare under 1900-talet, då det främst var fabriks- och verkstadsarbetare som var ute och demonstrerade. Inom studentrevolten sågs ofta det egna handlandet som en del av en mycket större internationell samtidig kamp med gerillakamper, bondeuppror, strejker och demokratiska politiska massrörelser, oavsett om dessa i sin tur ville förknippas med vänsterrörelser eller inte. Vanligt var bland annat att man demonstrerade mot USA:s krigföring i Indokina.
Majrevolten i Paris i april-maj 1968 ses som en symbolisk start på en ny aktiv "vänstervåg" i världen. Runt 1976 började vänstervågen att ebba ut.

## 68-vänstern i Sverige
Under den "nya vänsterns" tid under slutet av 1960-talet och början av 1970-talet uppstod en rad nya revolutionära vänsterpartier, många av dem genom utbrytningar från redan existerande partier. I Sverige fick många av dem beteckningen "bokstavsvänster", eftersom partinamnet ofta bestod av några bokstäver vid förkortning.
I maj 1968 tvingade demonstranter den planerade Davis Cup-matchen i tennis mellan Sverige och Rhodesia att flytta från Båstad till Bandol på den franska Rivieran. Kårhusockupationen i Stockholm, där Sveriges dåvarande utbildningsminister Olof Palme diskuterade universitetsreformen UKAS med studenterna, främst företrädda av Anders Carlberg, avslutades efter tre dagar. En grupp deltagare gjorde under denna bland annat ett misslyckat försök att ockupera Operan. Utöver detta skedde inte mycket i Sverige som kunde jämföras med vad som samtidigt skedde i Paris, Prag eller Italien. Den  svenska allmänheten berördes knappast av de inhemska tilldragelserna. Sovjetunionens krossande av Pragvåren i augusti 1968 ledde däremot till att Vänsterpartiet kommunisterna gjorde sitt sämsta val genom tiderna, med bara 3,0 procent i riksdagsvalet 1968. 
Det etablerade samhället, inklusive de etablerade vänsterpartierna, såg med skepsis på den nya vänstern. Det fanns också en uppdelning mellan denna politiska del av vänstervågen och den sociala delen – hippierörelsen och i Sverige även den progressiva musikrörelsen, provies och anarkisterna. De partibildande marxisterna var mindre intresserade av ett sådant samarbete, och sekteristisk småaktighet var inte ovanlig. En del av de nya vänstergrupperna hade bara ett fåtal medlemmar, medan den största organisationen, DFFG (De förenade FNL-grupperna), hade hundratals lokalavdelningar över hela landet och kunde samla tiotusentals aktiva på Vietnamdemonstrationerna.
LKAB-konflikten 1969–1970, vilken följdes av en strejkvåg bland LO-grupper som kulminerade med skogsarbetarstrejken 1975 ses också ofta som en del av den nya aktiva vänstervågen.
De ideologiska strömningar som var starkast var maoismen, trotskismen och till viss del eurokommunismen och den så kallade Nya vänstern. Protester mot Sovjetunionens intåg i Tjeckoslovakien 1968 var en av utgångspunkterna för 68-vänstern och avståndstagandet från sovjetkommunismen var ett framträdande drag, även om det också inom andra delar av vänstervågen fanns en mer försonlig syn på den. Vid VM i ishockey 1969 i Stockholm fanns protesterande på läktaren som av politiska skäl hejade på Tjeckoslovakien i matcherna mot Sovjetunionen. 

### Mode och livsstil
Ett avståndstagande från så kallad "borgerlig livsstil" blev en del av 68-vänsterns signum, och gamla traditioner och stilideal i samhället skulle avskaffas.
Långt hår, skägg, och det man såg som arbetarklassens kläder, till exempel murarskjortor och näbbstövlar, blev ett mode bland de vänsterengagerade. Palestinasjalen blev en symbol för sympati med förtryckta folk. I modebranschen blev det då nystartade designföretaget Mah-Jong stilbildande. En fri och naturlig inställning till kroppen, och nakenhet utan könssegregation uppmuntrades, både inom familjen och i övriga sociala sammanhang. Det ansågs bidra till jämlikhet, jämställdhet och en sund inställning till sexualitet.

Musikaliskt lyssnade man gärna på tidiga Bob Dylan, Joan Baez och andra protestsångare från USA med engagemang i freds- och medborgarrättsrörelsen. Under denna tid uppstod också den svenska proggen med samhälls- och kapitalismkritiska texter. Nationalteatern, Hoola Bandoola Band, Peps Persson, Arbete & Fritid är några exempel. Företeelser som Abba, dansband och Melodifestivalen ("schlager") föraktades, då de betraktades som kommersiella. Ronny Åströms Klibbiga toner från Den ensamma människan 1976, illustrerar inställningen. 
Magnus Uggla har i låten Hand i hand från albumet Välkommen till folkhemmet 1983 beskrivit stereotypen av 68-vänstern.